# チャーリー・エベッツ

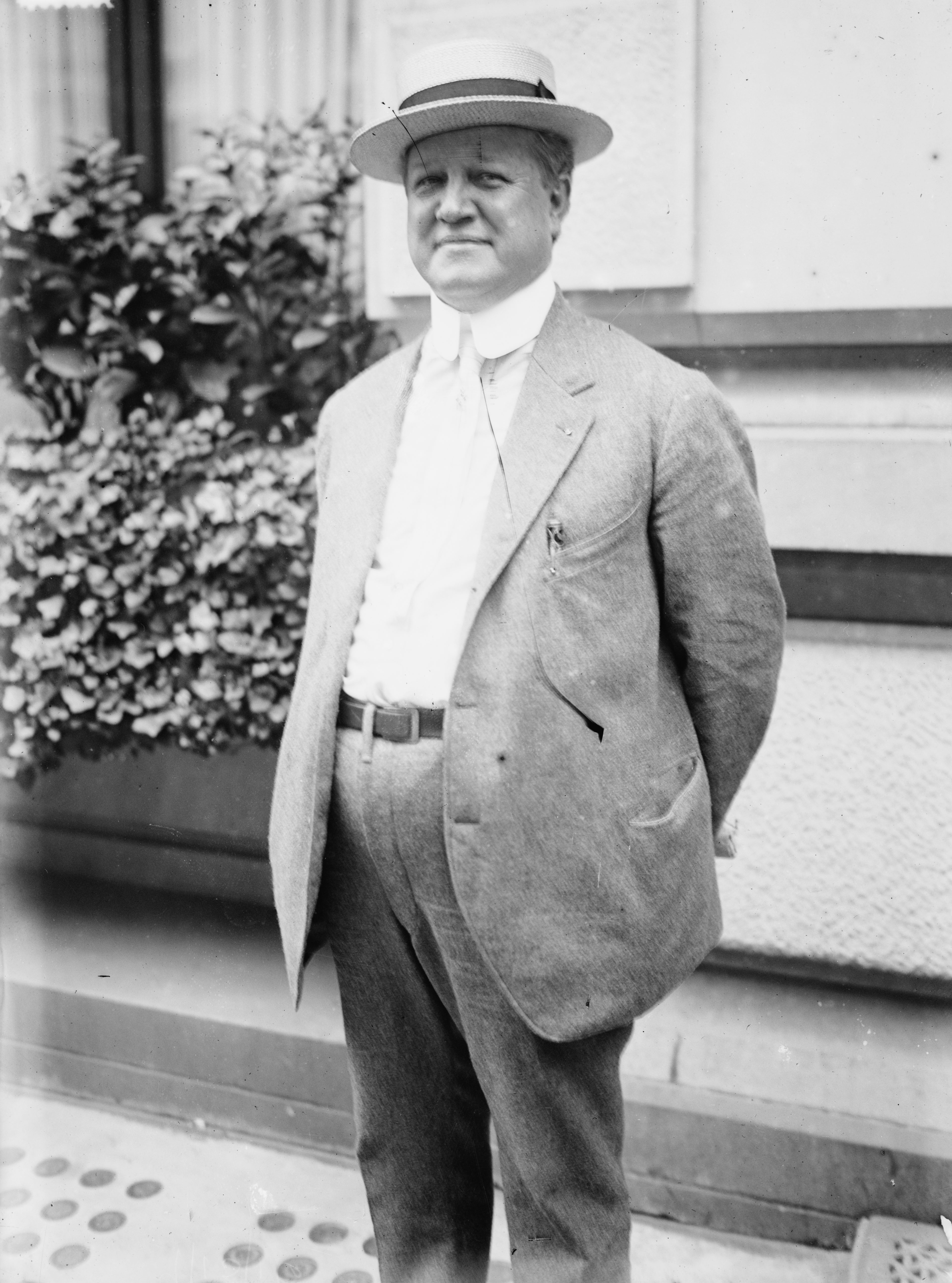
チャーリー・エベッツ

チャーリー・エベッツ（Charles Hercules Ebbets、1859年10月29日 - 1925年4月18日）は、メジャーリーグベースボールの元球団オーナー。アメリカ合衆国・ニューヨーク生まれ。現ロサンゼルス・ドジャーズの創設から42年間球団の運営に関わったほか、当時のニューヨークの著名な建造物を手掛けた建築デザイナーでもあった。

## 経歴・人物
ニューヨークの公立校に通い建築デザイナーを志していた頃のエベッツは、野球よりクリケットのボウラー（投手）としての腕前の方がよかったという。当時のニューヨークのメトロポリタン・ホテルやニブロ・ガーデン（英）等を手掛け建築デザイナーとしてのキャリアを積む一方で、23歳だった1883年に、同年設立されたブルックリン・ベースボール・クラブの簿記係やスコアカードのセールスなどに従事するようになった。
ブルックリンのセールスマネージャーとなったエベッツは、1897年に共同経営者だったジョージ・ショーンシー（英）から球団の株式を譲り受けて球団経営に参画した。1898年には短期間ながらブルックリンの指揮をとっていたが、同年球団創設者のチャーリー・バーンがオーナー在職のまま亡くなったことで、エベッツは球団経営に本格的に参画するようになった。しかし翌1899年、当時のボルチモア・オリオールズのオーナーだったハリー・フォン・デア・ホーストがブルックリンの株式を購入して経営を掛け持ちした際、ホーストは所有する株式を売却して球団の本拠地をボルチモアへ移転すると表明した。エベッツは移転の阻止に奔走し、友人らからの融資を得ながらホーストの株式を回収し、ブルックリンの主オーナーとなる。
建築デザイナーという背景もあり、エベッツはブルックリンに本格的な鉄筋とコンクリート製の球場を作ることを夢見るようになる。ブルックリンでの球場建設予定地を検討し、エベッツの選んだのは当時"Pigtown"と呼ばれていた町の近郊のゴミ捨て場だった。自身の球団株式の半分をステフェン・マッキーバーらに売却するなどして資金を得、1912年に球場は建設に着手、翌1913年、25,000席を持つ豪華な新球場「エベッツ・フィールド」が完成する。
エベッツは長年の球団経営の中でいくつかのアイデアを生みだしている。雨天で試合が中止した際のチケット払い戻しの制度を導入し、またマイナーリーグの選手を昨シーズンの順位の下位から指名していくドラフト制度などを提案したこともあった。また選手の『背番号』制度の導入を早々に提案していたのもエベッツである。1917年3月28日にメンフィスで行ったブルックリンとレッドソックスのエキシビションゲームでは、出場する選手の袖に番号を付けた。これは当時メジャー球団の本拠地を持たない都市のファンにとっては、なじみのない選手たちの区別が難しいだろうというエベッツのアイデアによるものだった。実際1922年のナショナルリーグの会議で、エベッツは全チームへの選手番号の導入を提案しているが、その時は「各チームの裁量に任せる」という結論になり、本格的に背番号が導入されるのは少し先のことになる。
エベッツは1925年4月18日、心不全のためニューヨークで66歳で死去した。その日予定されていたドジャーズとジャイアンツの3連戦は予定通り行われ、両チームの選手はユニフォームの左袖に黒い喪章をつけて試合をした。エベッツの葬儀の日はナ・リーグ会長ジョン・ヘイドラーの裁定によりナショナルリーグの試合は順延された。

## 詳細情報

### 監督としての戦績
※順位は年度最終順位
| 年度   | チーム | リーグ | 試合 | 勝利 | 敗戦 | 勝率 | 順位 | 備考      |
| ------ | ------ | ------ | ---- | ---- | ---- | ---- | ---- | --------- |
| 1898年 | BRO    | NL     | 110  | 38   | 68   | .358 | 10位 | 6月10日～ |
| 通算   | 通算   | 通算   | 110  | 38   | 68   | .358 |      |           |